# Roger Lybeck
Anders Roger Lybeck , född 9 september 1964, är en svensk dansare och koreograf.

## Biografi
Lybeck utbildades vid Balettakademiens yrkesdansarlinje 1984-86. Därefter har han dansat med bland andra Bizazz och Modern Jazz Dance Ensemble, som han även var med och grundade. Han har även arbetat som koreograf på teatrar runt om i landet, bland annat på Dramaten, Göteborgsoperan, Malmö Opera, Göta Lejon, Riksteatern och Parkteatern i Stockholm. 2011 var han koreograf för Idol på TV4.

## Teater

### Koreografi (ej komplett)
| År   | Produktion                                                          | Upphovsmän                                                                                       | Regi             | Teater                                      |
| ---- | ------------------------------------------------------------------- | ------------------------------------------------------------------------------------------------ | ---------------- | ------------------------------------------- |
| 1999 | Hair                                                                | Gerome Ragni, James Rado och Galt MacDermot Översättning Maria Blom                              | Ronny Danielsson | Stockholms stadsteater                      |
| 2000 | Five Guys Named Moe                                                 | Louise Jordan Översättning Ulricha Johnson                                                       | Ronny Danielsson | Stockholms stadsteater                      |
| 2002 | GG – En musikal om Greta och Gilbert Hollywood: Ritratto di un Divo | Guido Morra och Gianni Togni Översättning Elvira Barsotti                                        | Ronny Danielsson | Stockholms stadsteater                      |
| 2004 | Trollkarlen från Oz The Wizard of Oz                                | L. Frank Baum Bearbetning Cristina Gottfridsson                                                  | Ronny Danielsson | Malmö Stadsteater                           |
| 2010 | All we need is love                                                 | Klas Abrahamsson                                                                                 | Ronny Danielsson | Malmö Stadsteater                           |
| 2010 | Jekyll & Hyde                                                       | Frank Wildhorn och Leslie Bricusse Översättning Calle Norlén och Myrra Malmberg                  | Ronny Danielsson | Malmö Stadsteater/ Helsingborgs stadsteater |
| 2011 | Elake Måns                                                          | Dennis Magnusson fritt efter Gösta Knutssons böcker                                              | Dennis Sandin    | Uppsala stadsteater                         |
| 2011 | Hair                                                                | Gerome Ragni, James Rado och Galt MacDermot Översättning Rikard Bergqvist                        | Ronny Danielsson | Stockholms stadsteater                      |
| 2012 | Here Comes the Sun                                                  | Klas Abrahamsson                                                                                 | Ronny Danielsson | Malmö Stadsteater                           |
| 2012 | Next to Normal                                                      | Brian Yorkey och Tom Kitt Översättning Calle Norlén                                              | Lisa Ohlin       | Stockholms stadsteater                      |
| 2013 | West Side Story                                                     | Arthur Laurents, Leonard Bernstein och Stephen Sondheim Översättning Rikard Bergqvist            | Ronny Danielsson | Stockholms stadsteater                      |
| 2013 | Salome                                                              | Richard Strauss och Hedwig Lachmann                                                              | Sofia Jupither   | Kungliga Operan                             |
| 2013 | Miss Saigon                                                         | Claude-Michel Schönberg, Alain Boublil och Richard Maltby, Jr. Översättning Rikard Bergqvist     | Ronny Danielsson | Malmö Opera                                 |
| 2014 | Livet är en schlager                                                | Jonas Gardell och Fredrik Kempe                                                                  | Jonas Gardell    | Cirkus, Stockholm                           |
| 2014 | Ronja rövardotter                                                   | Astrid Lindgren Dramatisering Annina Enckell                                                     | Ronny Danielsson | Kulturhuset Stadsteatern                    |
| 2015 | Götgatan                                                            | Kristian Hallberg och Jens Ohlin                                                                 | Jens Ohlin       | Dramaten                                    |
| 2015 | Cabaret                                                             | Joe Masteroff, John Kander och Fred Ebb Översättning Rikard Bergqvist                            | Ronny Danielsson | Kulturhuset Stadsteatern                    |
| 2016 | Donna Juanita                                                       | Johanna Garpe och Erik Norberg                                                                   | Johanna Garpe    | Kulturhuset Stadsteatern                    |
| 2017 | Våra drömmars stad                                                  | Per Anders Fogelström Dramatisering Pia Gradvall och Magnus Lindman                              | Linus Tunström   | Kulturhuset Stadsteatern                    |
| 2018 | Shakespeare in Love                                                 | Marc Norman och Tom Stoppard Scenversion Lee Hall, Översättning Calle Norlén                     | Ronny Danielsson | Kulturhuset Stadsteatern                    |
| 2018 | Så som i himmelen                                                   | Kay Pollack och Carin Pollack Scenversion Edward af Sillén, Musik Fredrik Kempe                  | Markus Virta     | Oscarsteatern                               |
| 2019 | Carmen                                                              | Georges Bizet, Henri Meilhac och Ludovic Halévy                                                  | Johanna Garpe    | Kungliga Operan                             |
| 2019 | Queen of fucking everything                                         | Jonas Gardell                                                                                    | Jonas Gardell    | Cirkus, Stockholm                           |
| 2019 | Spelman på taket Fiddler on the Roof                                | Joseph Stein, Jerry Bock och Sheldon Harnick                                                     | Ronny Danielsson | Kulturhuset Stadsteatern                    |
| 2020 | Next to Normal                                                      | Brian Yorkey och Tom Kitt Översättning Calle Norlén                                              | Ronny Danielsson | Uppsala Stadsteater                         |
| 2020 | Funny Girl                                                          | Jule Styne, Bob Merrill och Isobel Lennart Översättning Calle Norlén                             | Ronny Danielsson | Malmö Opera                                 |
| 2021 | Sound of Music                                                      | Richard Rodgers, Oscar Hammerstein, Howard Lindsay och Russel Crouse Översättning Erik Fägerborn | Ronny Danielsson | Kulturhuset Stadsteatern                    |
| 2021 | Bröderna Lejonhjärta                                                | Astrid Lindgren Dramatisering Alexander Mørk-Eidem                                               | Ronny Danielsson | Helsingborgs stadsteater                    |
| 2022 | Next to Normal                                                      | Brian Yorkey och Tom Kitt Översättning Calle Norlén                                              | Ronny Danielsson | Uppsala Stadsteater                         |
| 2022 | Robin Hoods hjärta The Heart of Robin Hood                          | David Farr Översättning Bengt Ohlsson                                                            | Ronny Danielsson | Malmö stadsteater                           |
| 2023 | Waitress                                                            | Jessie Nelson och Sara Bareilles Översättning Marie Nilsson Lind och Carsten Palmær              | Roger Lybeck     | Östgötateatern                              |

### Regi (ej komplett)
| År   | Produktion | Upphovsmän                                                                          | Teater         |
| ---- | ---------- | ----------------------------------------------------------------------------------- | -------------- |
| 2023 | Waitress   | Jessie Nelson och Sara Bareilles Översättning Marie Nilsson Lind och Carsten Palmær | Östgötateatern |